# Wang Hao (tennis de table)
Pour les articles homonymes, voir Wang Hao et Wang (patronyme).
Dans ce nom chinois, le nom de famille, Wang, précède le nom personnel Hao.
Wang Hao (chinois simplifié : 王皓 pinyin : Wáng Hào) est un joueur de tennis de table chinois né le 15 décembre 1983 à Changchun, il mesure 1,72 mètre, est droitier et a commencé à pratiquer le tennis de table à l'âge de six ans.

## Biographie
Il est membre de l'équipe nationale chinoise de 2003 à 2013 ; faisant partie de l'avant dernière génération chinoise de tennis de table avec Ma Lin et Wang Liqin.
Il devient célèbre en 2009 en remportant les championnats du monde à Yokohama, au Japon, en simple et en double. Ce qui restera la plus belle année de sa carrière ainsi que son titre le plus prestigieux en réalisant deux finales décisives (4-0 en simple et 4-1 en double). Il est aussi trois fois vainqueur de la coupe du monde en simple (2007, 2008, et 2010) et deux fois en équipes (2007, 2010). Enfin, il est 6 fois champion du monde par équipes (2004, 2006, 2008, 2010, 2012, 2014) et deux fois en double (2005, 2009) remportant finalement quatre titres mondiaux en simple, deux en double et huit par équipes.
Mais Wang Hao est connu pour ses multiples défaites en finale, en simples, de nombreuses épreuves mondiales. Ainsi Il perd 2 finales des Championnats du monde contre Zhang Jike (2011, 2013) mais surtout, il perd 3 finales des Jeux Olympiques en 2004 contre le Sud-Coréen Ryu Seung-min, en 2008 contre son compatriote Ma Lin et contre Zhang Jike en 2012. Il est considéré comme le Poulidor du tennis de table du fait qu'il termine trois fois vice champion olympique, face à trois adversaires différents.
Il est le numéro trois mondial en  mai 2013 d'après le classement mondial ITTF de la Fédération internationale de tennis de table (ITTF).
Il prend sa retraite en 2014 et devient entraîneur. Il accompagne notamment l'équipe masculine chinoise sur le circuit international.

## Style de jeu
Son système de jeu est basé sur le top spin coup droit et revers, ce qui est assez rare pour sa prise de raquette. En général, il joue assez près de la table. Il utilise deux revêtements backside et la prise porte plume.

## Palmarès
Seuls les principaux titres figurent ici ; les références apportent une information plus complète.
- 2001
  - vainqueur sur le circuit Pro Tour de 1 tournoi en double

- 2002
  - vainqueur sur le circuit Pro Tour de 2 tournois en simple

- 2003
  - vainqueur de la Finale du Pro Tour en simple à Guangzhou en Chine
  - vainqueur sur le circuit Pro Tour de 3 tournois (1 en simple, 2 en double)

- 2004
  -  champion du monde par équipes à Doha au Qatar
  -  vice-champion olympique en simple à Athènes en Grèce
  - vainqueur sur le circuit Pro Tour de 3 tournois (1 en simple, 2 en double)

- 2005
  -  champion du monde en double hommes à Shanghai en Chine
  - vainqueur sur le circuit Pro Tour de 1 tournoi en double

- 2006
  -  champion du monde par équipes à Brême en Allemagne
  - vainqueur de la Finale du Pro Tour en simple à Hong Kong
  - vainqueur sur le circuit Pro Tour de 4 tournois (1 en simple, 3 en double)

- 2007
  -  demi-finale aux championnats du monde en simple à Zagreb en Croatie
  -  vainqueur de la coupe du monde par équipes à Magdebourg en Allemagne
  -  vainqueur de la coupe du monde à Barcelone en Espagne
  - vainqueur sur le circuit Pro Tour de 10 tournois (4 en simple, 6 en double)

- 2008
  -  champion du monde par équipes à Guangzhou en Chine
  -  vice-champion olympique en simple à Pékin en Chine
  -  champion olympique en double à Pékin en Chine
  -  vainqueur de la coupe du monde à Liège en Belgique
  - vainqueur sur le circuit Pro Tour de 5 tournois (1 en simple, 2 en double, 2 par équipes)

- 2009
  -  champion du monde en double hommes à Yokohama au Japon
  -  champion du monde en simple hommes à Yokohama au Japon
  - vainqueur sur le circuit Pro Tour de 2 tournois (1 en simple, 1 en double)

- 2010
  -  champion du monde par équipes à Moscou en Russie
  -  vainqueur de la coupe du monde par équipes à Dubaï aux Émirats arabes unis
  -  vainqueur de la coupe du monde en individuel à Magdebourg en Allemagne
  - vainqueur sur le circuit Pro Tour de 2 tournois en double

- 2011
  -  finaliste des championnats du monde à Rotterdam.
  -  Finaliste de la coupe du monde en individuel à Paris en France

- 2012
  -  vice-champion olympique en simple à Londres en Grande-Bretagne.
  -  champion olympique par équipes à Londres en Grande-Bretagne.
  -  Champion du monde par équipes à Dortmund en Allemagne

- 2013
  -  Vice-champion du monde en simple lors des championnats du monde 2013
- 2014
  -  Champion du monde par équipes à Yokohama au Japon